# 39. крајишка дивизија НОВЈ
Тридесетдевета крајишка дивизија НОВЈ била је формирана наређењем Врховног штаба НОВ и ПОЈ од 20. марта 1944. године наређењем штаба Петог корпуса НОВЈ од 26. марта 1944. у западној Босни од Тринаесте и Петнаесте крајишке бригаде; од маја до новембра 1944. у њеном саставу била је Шеснаеста крајишка бригада, а од октобра до краја рата и Двадесета крајишка козарска ударна бригада. Под њеном командом дејствовали су повремено Ударни НОП одред Петог корпуса, Змијањски, Бањалучки, Пљевски (Мркоњићки), Подгрмечки и Дрварско-петровачки НОП одред. При формирању имала је 3400 бораца. Дејствовала је у саставу Петог корпуса на територији Босанске крајине, у ширем рејону Бање Луке, Јајца, Мркоњић града, Кључа, Санског Моста, Приједора, Босанског Новог и Босанског Петровца.

## Борбени пут дивизије
Првих дана после формирања, 39. дивизија била је ангажована у борбама са деловима немачке 7. СС дивизије „Принц Еуген“ који су вршили честе упаде из Јајца на слободну територију око Мркоњић града, а учествовала је, заједно са Четвртом и Десетом дивизијом, у неуспелом нападу на Приједор 19/20. априла. Упоредо са борбама против немачких снага дивизија је била принуђена да ангажује знатне снаге против четника на Мањачи, око Мркоњић града и у изворном делу реке Сане. У Дрварској операцији, крајем маја 1944, заједно с Првом пролетерском дивизијом водила је тешке одбрамбене борбе против 7. СС дивизије, која је продирала из Бање Луке, Мркоњић града и Јајца према Чађавици, Кључу, планини Срнетици и у рејон Млиништа, а затим је прешла у противнапад на непријатељеве комуникације и гарнизоне: 2. јуна напала је Рибник, 3. јуна ослободила Кључ, 5. јуна код Мркоњић града водила оштру борбу против делова 7. СС дивизије, 14. јуна напала између Кључа и Босанског Петровца домобрански батаљон и нанела му веће губитке. У јулу и августу дивизија је извршила више напада на немачке и квислиншке колоне на комуникацијама, и извела неколико напада на непријатељеве посаде у Козарцу, Босанском Петровцу и Мркоњић граду. У борбама код Оштреља 17, 19. и 24. августа избацила је из строја 127 немачких војника, 31. августа ослободила је Дрвар, 9. септембра Јајце и Горњи Вакуф, 10. септембра Доњи Вакуф, а затим пренела дејства ка Бањој Луци. Учествовала је у Другој бањалучкој операцији од 18. до 28. септембра и делом снага заузела Горњи Шехер, Лауш и продрла у унутрашњост града, где је водила тешке борбе око Кастела и железничке станице, заузела аеродром Залужане (код Бање Луке), а затим водила борбе с пристиглим немачким појачањима која су деблокирала опкољену посаду у Кастелу. Одласком Четврте дивизије ка Травнику и долини реке Босне, 39. дивизија преузела је њено операционо подручје у долини реке Сане, Уне и на Козари, где је у новембру извела више успешних акција, међу којима су се истакле: одбијање 2500 усташа који су из Босанске Дубице 2. новембра продрли ка ослобођеној територији Козаре, разбијање 1200 четника код Бање Луке 24. новембра (избачено из строја око 110 четника), борбе против Немаца и четника у ширем рејону Бање Луке и код Босанског Новог у децембру. У саставу дивизије је 1. децембра формиран артиљеријски дивизион, а 15. децембра њено бројно стање повећано је на 6485 бораца.
У јануару, фебруару и марту 1945, дивизија је водила мање борбе у долини Уне где је одбила више испада непријатеља на слободну територију. У Сарајевској операцији априла 1945. њена Тринаеста бригада учествовала је у борбама против Немаца у саставу Групе бригада зеничког сектора. У завршним операцијама Друге армије ЈА учествовала је у борбама за коначно ослобођење Босанског Новог, Двора и Загреба, а затим у разоружању разбијених окупаторских и квислиншких јединица на правцу Загреб—Брежице—Цеље.

## Командни састав корпуса
- Команданти корпуса:
  - Војо Тодоровић — од формирања дивизије
  - Милан Зорић — до краја рата
- Политички комесари дивизије:
  - Нико Јуринчић — од формирања дивизије
  - Војо Ступар — до краја рата
- Начелници Штаба дивизије:
  - Јово Павић — до краја рата